# Not for You
Not For You – singel zespołu Pearl Jam, wydany 21 marca 1995 r. nakładem Epic Records, zawierający dwa utwory.
Not For You to utwór z albumu Vitalogy, a po raz pierwszy został zagrany na żywo 7 marca 1994 r. w Paramount Theater w Denver. Ukazał się również między innymi na soundtracku do filmu dokumentalnego Hype! (1996), DVD Touring Band 2000 (2001), kompilacji Rearviewmirror: Greatest Hits 1991-2003 (2004) oraz albumie koncertowym Live at the Gorge 05/06 (2007).

## Lista utworów
1. Not For You (Vedder/Gossard/Ament/McCready/Abbruzzese) – 5:51
2. Out of My Mind (Vedder/Gossard/Ament/McCready/Abbruzzese) – 4:41

- Utwór Out of My Mind został nagrany 2 kwietnia 1994 r. podczas koncertu w Fox Theater w Atlancie i było to jego pierwsze publiczne wykonanie[2].

## Wydania
| Rok  | Format           | Wytwórnia    | Numer katalogowy | Kraj |
| ---- | ---------------- | ------------ | ---------------- | ---- |
| 1995 | płyta kompaktowa | Epic Records | 34K 77772        | USA  |

## Lista przebojów magazynu „Billboard”
| Rok  | Kraj | Nazwa listy przebojów | Liczba tygodni na liście | Najwyższe miejsce |
| ---- | ---- | --------------------- | ------------------------ | ----------------- |
| 1995 | USA  | Rock Songs            | 11                       | 12                |
| 1995 | USA  | Alternative Songs     | 3                        | 38                |